# Unione Sportiva Alessandria Calcio 1912 2018-2019
Questa voce raccoglie le informazioni riguardanti l'Unione Sportiva Alessandria Calcio 1912 nelle competizioni ufficiali della stagione 2018-2019.

## Stagione
Nella stagione 2018-2019 l'Alessandria allenata da Gaetano D'Agostino disputa il girone A del campionato di Serie C, raccoglie 45 punti con il decimo posto finale. A metà febbraio a D'Agostino gli subentra Alberto Colombo fino al termine del torneo. L'Alessandria disputa il primo turno dei Play-off, nel quale viene eliminata (3-1) dalla Pro Vercelli. Fugace anche l'apparizione nella Coppa Italia Tim Cup dove viene eliminata nel primo turno (0-1) dalla Giana Erminio. Mentre nella Coppa Italia di Serie C i grigi riescono a fare un passetto in più, superando nel primo turno (2-0) l'Albissola, ma poi nei sedicesimi di finale incrociano ancora i cugini della Pro Vercelli, pareggiando (1-1) al Piola, ma ai calci di rigore superano il turno i bianconeri (8-7).

## Divise e sponsor
Lo sponsor tecnico per la stagione 2018-2019 è Erreà, mentre gli sponsor ufficiali sono GLS corriere espresso e Carbo Termo.
| 1ª divisa | 2ª divisa |

## Organigramma societario
Area direttiva
- Presidente: Luca Di Masi

Area organizzativa
- Segretario generale e delegato alla sicurezza: Stefano Toti
- Team manager: Filippo Giordanengo
- Segreteria amministrativa: Cristina Bortolini e Federica Rosina
- Responsabile rapporti con la tifoseria: Mario Di Cianni
- Addetto all'arbitro: Emiliano Gallione

Area comunicazione
- Responsabile: Gigi Poggio
- Ufficio stampa: Mauro Risciglione, Michela Amisano e Tino Pastorino
- Speaker stadio: Federico “Feo” Mazzarello

Area marketing
- Direttore commerciale: Luca Borio
- Addetto commerciale: Federico Vaio

Area tecnica
- Direttore sportivo: Massimo Cerri (fino al 1 marzo)
- Responsabile area tecnica: Alessandro Soldati
- Allenatore: Gaetano D'Agostino, dal 20 febbraio Alberto Colombo
- Allenatore in seconda: Gaetano Mancino, dal 20 febbraio Gianluca Fasano
- Preparatori atletici: Cristian Cassioli e Jonathan Picollo, dal 20 febbraio Simone Arceci e Andrea De Donatis
- Preparatore dei portieri: Andrea Servili
- Recupero infortuni: Andrea Bocchio
- Match analyst: Matteo Cocco
- Magazziniere: Gianfranco Sguaizer

Area sanitaria
- Responsabile: Dr. Giorgio Musiari
- Medico sociale: Dr. Paolo Gentili
- Fisioterapisti: Simone Conti e Andrea Giacobbe
- Osteopata: Jacopo Capocchiano

## Rosa
Aggiornata al 13 settembre 2018.
| N. |                    | Ruolo | Calciatore                 |
| -- | ------------------ | ----- | -------------------------- |
| 1  | Romania (bandiera) | P     | Ionuț Pop                  |
| 3  | Italia (bandiera)  | D     | Giuseppe Agostinone        |
| 5  | Grecia (bandiera)  | D     | Vasileios Zōgkos           |
| 6  | Italia (bandiera)  | D     | Fabio Delvino              |
| 7  | Italia (bandiera)  | A     | Claudio Santini (capitano) |
| 8  | Italia (bandiera)  | C     | Emanuele Gatto             |
| 9  | Italia (bandiera)  | A     | Manuel De Luca             |
| 10 | Italia (bandiera)  | C     | Dario Maltese              |
| 11 | Brasile (bandiera) | A     | Francisco Sartore          |
| 12 | Italia (bandiera)  | P     | Alessio Scatolini          |
| 14 | Italia (bandiera)  | D     | Edoardo Sbampato           |
| 15 | Albania (bandiera) | C     | Kleto Gjura                |
| 17 | Italia (bandiera)  | C     | Xavier Usel                |
| 16 | Italia (bandiera)  | D     | Matteo Fissore             |

| N. |                   | Ruolo | Calciatore         |
| -- | ----------------- | ----- | ------------------ |
| 19 | Italia (bandiera) | D     | Andrea Badan       |
| 20 | Italia (bandiera) | C     | Luca Checchin      |
| 21 | Italia (bandiera) | C     | Tommaso Bellazzini |
| 22 | Italia (bandiera) | P     | Tommaso Cucchietti |
| 23 | Italia (bandiera) | D     | Erik Panizzi       |
| 24 | Italia (bandiera) | C     | Alessandro Gazzi   |
| 25 | Italia (bandiera) | A     | Nicola Talamo      |
| 26 | Italia (bandiera) | C     | Tommaso Tentoni    |
| 27 | Italia (bandiera) | C     | Niccolò Cottarelli |
| 28 | Italia (bandiera) | D     | Giuseppe Prestia   |
| 30 | Italia (bandiera) | C     | Daniele Rocco      |
|    | Italia (bandiera) | A     | Claudio Coralli    |
|    | Italia (bandiera) | C     | Riccardo Chiarello |
|    | Italia (bandiera) | D     | Andrea Gemignani   |

## Risultati

### Serie C

#### Girone di andata
| Arbitro: | Sozza (Seregno) |

|           |           |                                |
| Zappa 85’ | Marcatori | 16’ Sartore 60’ (rig.) De Luca |

| ANNULLATA 2ª giornata | Alessandria | – Gara annullata per il ritiro del Pro Piacenza dal torneo | Pro Piacenza |  |

| Arbitro: | Acanfora (Castellammare di Stabia) |

|           |           |             |
| Morra 53’ | Marcatori | 45’ Santini |

| Alessandria 30 settembre 2018, ore 16:30 CEST 4ª giornata | Alessandria               | 0 – 0 referto | Lucchese | Stadio Giuseppe Moccagatta (1.566 spett.)\| Arbitro: \| De Angeli (Abbiategrasso) \| |
| Arbitro:                                                  | De Angeli (Abbiategrasso) |               |          |                                                                                      |

| Pisa 7 ottobre 2018, ore 16:30 CEST 5ª giornata | Pisa                  | 0 – 0 referto | Alessandria | Arena Garibaldi - Stadio Romeo Anconetani (5.678 spett.)\| Arbitro: \| Pasciuata (Agrigento) \| |
| Arbitro:                                        | Pasciuata (Agrigento) |               |             |                                                                                                 |

| Arbitro: | Marchetti (Ostia Lido) |

|             |           |             |
| De Luca 39’ | Marcatori | 64’ Gliozzi |

| Olbia 17 ottobre 2018, ore 20:30 CEST 7ª giornata | Olbia                | 0 – 0 referto | Alessandria | Stadio Bruno Nespoli (921 spett.)\| Arbitro: \| Meraviglia (Pistoia) \| |
| Arbitro:                                          | Meraviglia (Pistoia) |               |             |                                                                         |

| Arbitro: | Ayroldi (Molfetta) |

|  |           |             |
|  | Marcatori | 79’ De Luca |

| Arbitro: | Donda (Cormons) |

|             |           |               |
| Santini 58’ | Marcatori | 12’ Palazzolo |

| Pistoia 3 novembre 2018, ore 20:45 CET 10ª giornata | Pistoiese          | 0 – 0 referto | Alessandria | Stadio Marcello Melani (651 spett.)\| Arbitro: \| Monaldi (Macerata) \| |
| Arbitro:                                            | Monaldi (Macerata) |               |             |                                                                         |

| Arbitro: | Robilotta (Sala Consilina) |

|                    |           |                                       |
| Santini 62’ (90+2) | Marcatori | 48’ Tavano 70’ Bentivegna 74’ Valente |

| Arbitro: | Zingarelli (Siena) |

|                                |           |           |
| Nizzetto 60’ Caturano 84’, 88’ | Marcatori | 35’ Gjura |

| Arbitro: | Guida (Salerno) |

|  |           |                                             |
|  | Marcatori | 23’ Castellana 47’ Gissi 86’ (rig.) Borello |

| Arbitro: | G. Miele (Nola) |

|  |           |                                    |
|  | Marcatori | 19’ Di Molfetta 72’ (rig.) Pesenti |

| Arbitro: | Santoro (Messina) |

|              |           |             |
| Cutolo 90+5’ | Marcatori | 74’ De Luca |

| Arbitro: | Nicoletti (Catanzaro) |

|             |           |            |
| De Luca 41’ | Marcatori | 87’ Eusepi |

| Busto Arsizio 16 dicembre 2018, ore 16:30 CET 17ª giornata | Pro Patria              | 0 – 0 referto | Alessandria | Stadio Carlo Speroni (846 spett.)\| Arbitro: \| Cosso (Reggio Calabria) \| |
| Arbitro:                                                   | Cosso (Reggio Calabria) |               |             |                                                                            |

| Arbitro: | Luciani (Roma) |

|             |           |           |
| Tentoni 75’ | Marcatori | 14’ Borri |

| Arbitro: | Pascarella (Nocera Inferiore) |

|             |           |                         |
| Damonte 83’ | Marcatori | 13’ Sartore 40’ Santini |

#### Girone di ritorno
| Arbitro: | Marchetti (Ostia) |

|  |           |              |
|  | Marcatori | 20’ Mavididi |

| 20 gennaio 2019, ore CET 21ª giornata | Pro Piacenza | 0 – 3 (a tavolino) Risultato assegnato a tavolino per l'esclusione del Pro Piacenza dal torneo. | Alessandria |  |

| Arbitro: | Donda (Cormons) |

|                             |           |                             |
| Isufaj 47’ Provenzano 90+3’ | Marcatori | 9’ Gemignani 40’ Bellazzini |

| Arbitro: | Di Cairano (Ariano Irpino) |

|                      |           |                    |
| De Luca 90+3’ (rig.) | Marcatori | 29’ (rig.) Pesenti |

| Arbitro: | Carella (Bari) |

|                                      |           |               |
| D'Ambrosio 24’ Aramu 54’ Gliozzi 60’ | Marcatori | 55’ Chiarello |

| Alessandria 13 febbraio 2019, ore 18:00 CET 26ª giornata | Alessandria                        | 0 – 0 referto | Olbia | Stadio Giuseppe Moccagatta (1.111 spett.)\| Arbitro: \| Carrione (Castellammare di Stabia) \| |
| Arbitro:                                                 | Carrione (Castellammare di Stabia) |               |       |                                                                                               |

| Arbitro: | Marotta (Sapri) |

|  |           |           |
|  | Marcatori | 33’ Sanna |

| Arbitro: | Monaldi (Macerata) |

|                     |           |               |
| Carletti 27’ (rig.) | Marcatori | 31’ Chiarello |

| Arbitro: | Pasciuta (Agrigento) |

|             |           |  |
| De Luca 37’ | Marcatori |  |

| Arbitro: | Vigile (Cosenza) |

|               |           |             |
| Maccarone 22’ | Marcatori | 51’ De Luca |

| Alessandria 16 marzo 2019, ore 14:30 CET 31ª giornata | Alessandria        | 0 – 0 referto | Virtus Entella | Stadio Giuseppe Moccagatta (1.554 spett.)\| Arbitro: \| D'Ascanio (Ancona) \| |
| Arbitro:                                              | D'Ascanio (Ancona) |               |                |                                                                               |

| Cuneo 23 marzo 2019, ore 14:30 CET 32ª giornata | Cuneo         | 0 – 0 referto | Alessandria | Stadio Fratelli Paschiero (500 spett.)\| Arbitro: \| Longo (Paola) \| |
| Arbitro:                                        | Longo (Paola) |               |             |                                                                       |

| Arbitro: | Di Cairano (Ariano Irpino) |

|                                                             |           |  |
| Bertoncini 3’ F. Ferrari 29’ Terrani 35’ (rig.) Porcari 69’ | Marcatori |  |

| Arbitro: | Cipriani (Empoli) |

|                                |           |          |
| Panizzi 58’ Santini 63’ (rig.) | Marcatori | 90’ Comi |

| Arbitro: | Meleleo (Casarano) |

|                          |           |                                      |
| Sbampato 8’ Akammadu 90’ | Marcatori | 16’, 47’ Brunori Sandri 43’ Serrotti |

| Arbitro: | Fontani (Siena) |

|  |           |             |
|  | Marcatori | 67’ Santini |

| Arbitro: | Feliciani (Teramo) |

|                   |           |                     |
| Santini 7’ (rig.) | Marcatori | 4’ Fietta 51’ Gucci |

| Arbitro: | Pasciuta (Agrigento) |

|            |           |                         |
| Caponi 24’ | Marcatori | 59’ De Luca 66’ Coralli |

| Arbitro: | Maranesi (Ciampino) |

|                                        |           |  |
| Maltese 17’ De Luca 33’ Akammadu 90+1’ | Marcatori |  |

#### Play-off
| Arbitro: | Cudini (Fermo) |

|                                       |           |             |
| Berra 8’ Gazzi 61’ (aut.) Morra 90+1’ | Marcatori | 31’ De Luca |

### Coppa Italia

#### Turni eliminatori
| Arbitro: | Meraviglia (Pistoia) |

|  |           |               |
|  | Marcatori | 58’ Marzeglia |

### Coppa Italia Serie C

#### Fase a eliminazione diretta
| Arbitro: | Di Graci (Como) |

|                           |           |  |
| De Luca 89’ Sartore 90+2’ | Marcatori |  |

| Arbitro: | Clerico (Torino) |

|                                                               |                      |                                                                   |
| Berra 88’                                                     | Marcatori            | 65’ Akkammadu                                                     |
| Comi Grillo Mal Berra Iezzi Bellemo Crescenzi Moschin Colombo | Tiri di rigore 8 – 7 | De Luca Sartore Prestia Rocco Bellazzini Gazzi Sbampato Badan Pop |

## Giovanili
- Responsabile Organizzativo: Nereo Omero Meroni
- Segretario Sportivo: Stefano Carlet
- Coordinatore Tecnico Settore Giovanile: Corrado Buonagrazia
- Coordinatore scuola calcio Accademia Grigia: Luca Scarcella
- Coordinatore affiliazione e progetti Accademia: Cristiano Collo e Francesco Pastorelli

- Coordinatore attività di base: Marco Defrancisci
- Coordinatore Scouting Torino: Massimo Lopalco
- Coordinatore Scouting Genova: *Luca Ricciardi
- Coordinatore Scouting Alessandria - Asti: Marco Defrancisci
- Osservatore Vercelli - Novara - Vigevano: Giuseppe Francescucci

- Segreteria Organizzativa e Scuola Calcio: Maurizio Stinco
- Coordinatore logistico CentoGrigio: Saverio Garreffa
- Referente sicurezza CentoGrigio e trasporti interni: Davide Cortese
- Operatore riprese video: Andrea Siano
- Addetto Stampa: Michela Amisano
- Riatletizzatore: Francesco Pastorelli